# Ik ben geen robot
Ik ben geen robot é um curta-metragem de ficção científica em holandês de 2023 escrito e dirigido por Victoria Warmerdam. O filme segue Lara, que após uma série de testes CAPTCHA fracassados mergulha em uma nova realidade estranha. O filme teve sua estreia mundial no Festival de Cinema da Holanda em 23 de setembro de 2023 na Competição Bezerro de Ouro.
Em 23 de janeiro de 2025, foi indicado ao prêmio de melhor curta-metragem em live action no 97º Oscar.

## Enredo
Lara Vermeulen, uma produtora musical holandesa, está ouvindo um cover de "Creep" do Radiohead no trabalho quando uma atualização do sistema a força a reiniciar seu laptop. A atualização apresenta a ela uma série de testes de CAPTCHA, nos quais ela falha repetidamente, apesar de inserir as respostas corretas. Frustrada, ela liga para o suporte técnico. A voz do outro lado sugere que Lara não consegue passar porque ela é um robô, acrescentando: "Você não seria a primeira a descobrir dessa forma". A voz desliga após se recusar a ajudar Lara. Depois que Lara falha em mais testes, ela é redirecionada para outro teste que faz uma série de perguntas arbitrárias, incluindo se ela se sente como uma estranha e se seu parceiro é rico. Quando ela confirma que seus pais morreram em um acidente quando ela era jovem demais para se lembrar deles, o teste responde que eles provavelmente nunca existiram. Quando ela conclui o teste, os resultados concluem que há 87% de chance de ela ser um robô e a dão as boas-vindas à "comunidade de bots". Perturbada, Lara sai de sua mesa.
Lara faz uma videochamada para seu namorado Daniël e conta o resultado do teste. Ele dá uma desculpa sem jeito e encerra a ligação. Em uma reunião de trabalho discutindo ação afirmativa, Lara se distrai enquanto tenta contatar Daniël continuamente. Mais tarde, ele a visita no trabalho ao lado de uma mulher que se apresenta como Pam. Pam informa Lara que ela é um robô, escolhido por Daniël cinco anos antes para ser sua namorada. Daniël tenta assegurar Lara que ela ainda tem emoções e autonomia, mas ela se sente usada e vai até o telhado do estacionamento próximo. Daniël vai atrás dela, implorando para que ela não jogue fora o relacionamento deles. Ele revela que a única coisa que diferencia Lara de um humano é que ela está programada para morrer logo depois que Daniël morre, já que ele não estava disposto a lamentar sua morte "de novo". Ele diz que ela ainda tem a liberdade de deixá-lo. Lara o questiona sobre sua falecida namorada Olivia e pondera o que aconteceria se ela tentasse suicídio. Pam aparece e afirma que Lara é incapaz de acabar com a própria vida se Daniël não quiser.
Desesperada, Lara pula do telhado da garagem. Ao cair no chão, ela começa a sangrar, mas rapidamente recupera a consciência. Os créditos rolam enquanto "Creep" toca novamente.

## Elenco
- Ellen Parren como Lara
- Henry van Loon como Daniël
- Thekla Reuten como Pam
- Juliette van Ardenne como Collega
- Asma El Mouden como Saar
- Sophie Höppener como solicitante Billy
- Joep Vermolen como Klusjesman
- Sieger Sloot como Klantenservice medewerker

## Lançamento
O filme teve sua estreia mundial no 43º Festival de Cinema da Holanda em 23 de setembro de 2023 na Competição Bezerro de Ouro.
Ik ben geen robot também foi destaque em curtas no 56º Festival de Cinema de Sitges em outubro de 2023.
O filme também foi destaque em Shorts no Festival Internacional de Curtas-Metragens de Leuven em dezembro de 2023.
O filme teve sua estreia australiana no Flickerfest em 23 de janeiro de 2024 no Best Of International Shorts 4 – 2024.
Foi apresentado no 42º Festival Internacional de Cinema Fantástico de Bruxelas, em abril de 2024.
O filme teve sua estreia na Califórnia no Palm Springs International Short Fest em 7 de junho de 2024.
Também competiu no 28º Festival Internacional de Cinema Fantástico de Bucheon em Bucheon Choice: Shorts em julho de 2024 e ganhou o prêmio de Melhor Curta-Metragem. Em 28 de julho de 2024, teve sua estreia canadense no 28º Festival Internacional de Cinema de Fantasia.
Também foi apresentado no programa de qualificação para o Oscar na seção 'Modern Love' do Bend Film Festival em 11 de outubro de 2024.
O filme estava disponível para streaming em 15 de novembro de 2024 via YouTube e The New Yorker.

## Prêmios e indicações
| Premiação                                               | Data de cerimônia      | Categoria                            | Recipiente(s)                          | Resultado | Ref.         |
| ------------------------------------------------------- | ---------------------- | ------------------------------------ | -------------------------------------- | --------- | ------------ |
| Festival de Cinema dos Países Baixos                    | 29 de setembro de 2023 | Melhor atriz em curta-metragem       | Ellen Parren                           | Indicado  | [ 1 ]        |
| Festival de Cinema de Sitges                            | 15 de agosto de 2023   | Critic's Jury: Melhor curta-metragem | I'm Not a Robot                        | Venceu    | [ 4 ]        |
| Festival Internacional de Cinema Fantástico de Bruxelas | 21 de abril de 2024    | Silver Méliès                        | I'm Not a Robot                        | Venceu    | [ 15 ]       |
| Festival Internacional de Cinema Fantástico de Bucheon  | 14 de julho de 2024    | Melhor curta-metragem                | I'm Not a Robot                        | Venceu    | [ 16 ]       |
| Oscar                                                   | 2 de março de 2025     | Melhor curta-metragem em live action | David Cutler-Kreutz, Sam Cutler-Kreutz | Venceu    | [ 2 ] [ 17 ] |